# Règles dans l'art

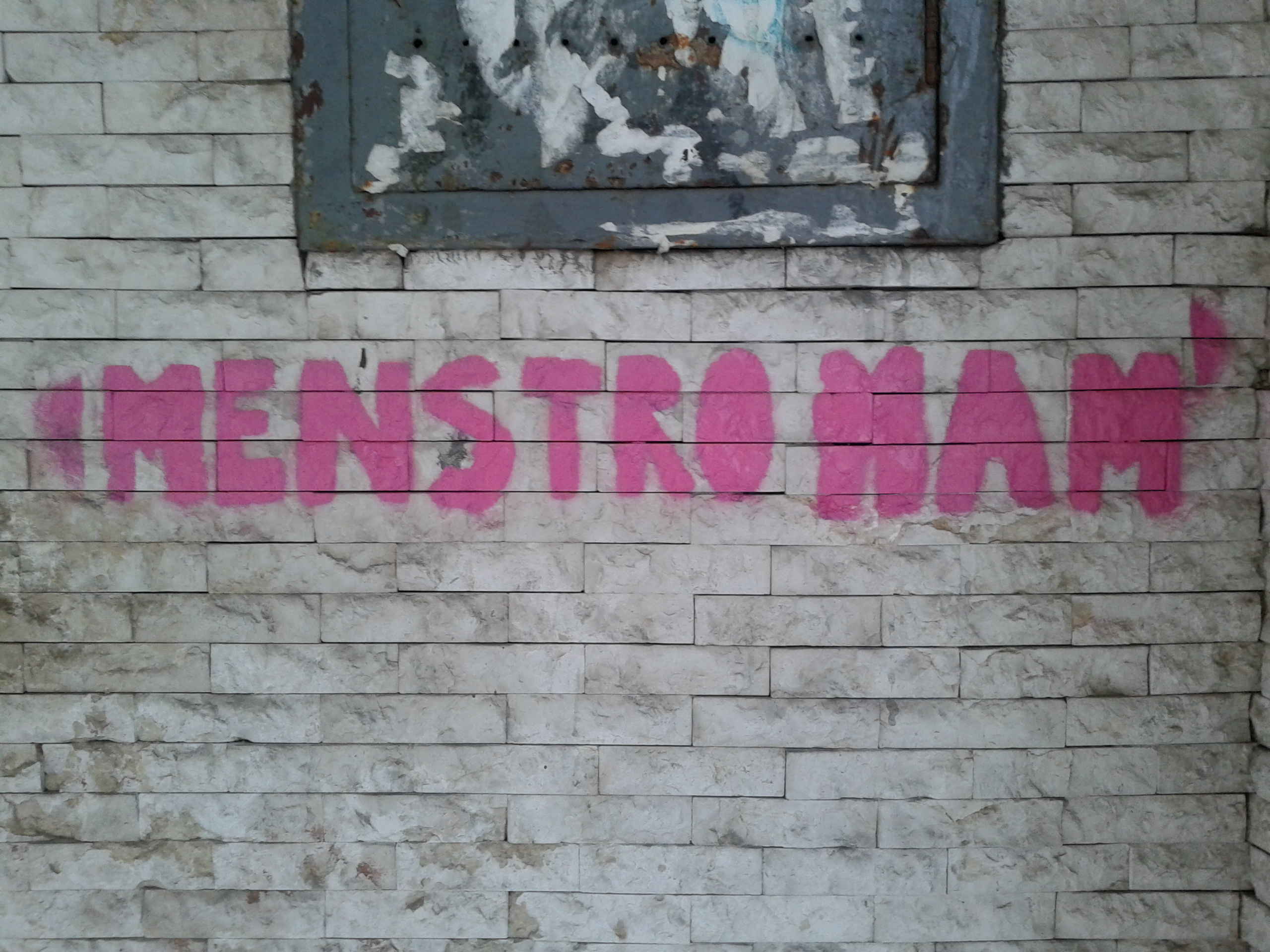
Graffiti 'Menstro Mam (« J'ai mes règles » en slovène) dans les rues de Ljubljana en 2013.

Les règles ou menstruations sont un sujet relativement peu exploité dans l'art, bien que plusieurs œuvres d'art contemporain les utilisent comme sujet ou comme matériau, notamment depuis les années 1960 dans le cadre de l'art corporel. On parle parfois d'« art menstruel »

## Art contemporain

### Années 1960 et 1970
Entre 1959 et 1961, plusieurs œuvres de la série des Poubelles d'Arman incluent des emballages de tampons. . 
En 1964, Hermann Nitsch utilise des serviettes hygiéniques maculées de sang d'agneau dans ses Menstruation Bidenbild ; il s'en sert à nouveau dans deux actions en 1964 et 1965, où elles recouvrent des pénis. En 1965, dans Silberarsch, Action no 16, œuvre qui s'inscrit dans le body art, Otto Muehl utiliserait du sang menstruel et l'assimilerait à la dégradation. Cette même année 1965, l'artiste japonaise Shigeko Kubota (du mouvement Fluxus) réalise la performance féministe Vagina Painting dans laquelle elle utilise de la peinture rouge grâce à un pinceau accroché à sa culotte ou à son vagin. 
VALIE EXPORT serait l'une des premières à utiliser le sang menstruel en 1966/1967, dans la performance Menstruationsfilm dont la captation a été perdue. C'est l'une de ses premières actions, où, filmée par sa sœur, elle urine nue sur un tabouret au moment de ses règles. Puis en 1973, elle montre dans Mann und Frau und Animal, film de 12 minutes, un sang qui pourrait être un sang menstruel ou issu d'un viol.  
L'une des premières performances d'ORLAN, vers 1970, est une exhibition de son sexe ouvert au moment de ses règles, le public étant filmé juste avant et au moment de voir la performance.  Arnulf Rainer aurait réalisé une œuvre à partir d'une serviette hygiénique trempée dans de l'encre rouge. En janvier 1972, Gina Pane expose pour exprimer son statut de femme ses « cotons menstruels » usagés dans Une semaine de mon sang menstruel, qui fait partie de la Performance Autoportrait, utilisant pour l'une des premières fois le sang menstruel et brisant un tabou ; en novembre 1973, elle évoque ce sang sur le plan symbolique par le biais de roses rouges dans Azione sentimentale. Lors de l'installation Womanhouse de janvier à février 1972, Judy Chicago présente Menstruation Bathroom, une salle de bains dont les poubelles contiendraient des protections menstruelles usagées et seraient ainsi le repère de l'indicible, 

En 1971, Judy Chicago produitRed Flag, une photolithographie montrant un tampon hygiénique rougi de sang menstruel, qu’une femme est en train de retirer de son vagin. 

### Années 1990 et 2000
Dans Untitled, #273 (1992), Cindy Sherman utilise la ficelle d'un tampon pour caractériser une figure féminine stéréotypée, avec pour objectif de subvertir le regard masculin. Paul-Armand Gette figure le sang menstruel par des pétales de rose dans une installation de 1994. Claire Lahuerta mêle ses pertes à sa peinture dans des œuvres en petit format en 1998 et 1999. Laëtitia Bourget réalise une installation de plusieurs centaines de Mouchoirs menstruels entre 1997 et 2005 ; des mouchoirs sont pliés de différentes façons et placés au plus près du flux afin de produire différents motifs, puis sont épinglés ensemble au mur,. En 2005, Joana Vasconcelos présente à la Biennale de Venise A Noiva (La Fiancée), une sculpture en forme de lustre du XVIIe siècle de 6 mètres de haut et 3 mètres de diamètre constituée de 25 000 tampons hygiéniques.

### Années 2010
En 2014, une exposition d'art dédiée au sang menstruel, Hic est sanguis neus (« Ceci est mon sang »), a lieu à Paris, au 59 Rivoli. L'exposition est ensuite itinérante à Rome, Berlin, Morano Calabro, Naples et à nouveau Paris, et associée à un collectif d'artistes,. À la fin de même année 2014, toujours à Paris, la photographe Marianne Rosenstiehl expose vingt-quatre photos qui explorent la représentation des menstruations, sous le titre The Curse: la Malédiction, ,. En 2015, une artiste résidant à Karlsruhe, Elonë, utilise des serviettes menstruelles pour diffuser des messages féministes, notamment relatif aux règles. Elle crée ainsi une œuvre de street art féministe. Toujours en 2015, Rupi Kaur publie sur Instagram un travail intitulé Period, incluant un texte et une photo d'elle, dans un pyjama légèrement taché de sang menstruel. Cette photo est plusieurs fois supprimée par la suite, avant d'être remise en ligne, à la suite de multiples protestations,.  Aj Dirtystein utilise de l'acrylique, de l'encre et du sang menstruel pour réaliser des peintures portrayant des femmes inspirantes,. Dwan, photographe et tatoueuse française, représente les menstruations en photo et documente le rapport de plusieurs femmes à celles-ci. En 2016, la chorégraphe Daina Ashbee met en scène les menstruations dans un spectacle de danse intitulé Pour. La même année, c'est la photographe Maël Baussand qui présente à Paris sa série intitulée Dentelles, composée de macrophotographies de serviettes hygiéniques et tampons usagés,,. 

## Chanson
Jeanne Cherhal évoque les règles en 2004, dans la chanson Douze fois par an, publiée dans l'album du même nom.